# Ingeniero Mario Hernández Posada
Ingeniero Mario Hernández Posada är en ort i Mexiko.   Den ligger i kommunen Agua Dulce och delstaten Veracruz, i den sydöstra delen av landet, 500 km öster om huvudstaden Mexico City. Ingeniero Mario Hernández Posada ligger 81 meter över havet och antalet invånare är 175.
Terrängen runt Ingeniero Mario Hernández Posada är platt. Runt Ingeniero Mario Hernández Posada är det ganska glesbefolkat, med 29 invånare per kvadratkilometer. Närmaste större samhälle är Agua Dulce, 13,4 km nordost om Ingeniero Mario Hernández Posada. Omgivningarna runt Ingeniero Mario Hernández Posada är en mosaik av jordbruksmark och naturlig växtlighet.